# Ókava Miszao
Ókava Miszao (大川 ミサヲ (Ōkawa Misao), amelyet gyakran Misawo Okawa névalakban tüntetnek fel) (1898. március 5., Tenma, Oszaka, Japán – Higashisuiyoshi-ku, Oszaka, 2015. április 1.) a világ legidősebb embere volt, aki 2015. március 5-én töltötte be a 117 éves kort. Ókava a szintén japán nemzetiségű Kimura Dzsiróemontól vette át e tisztséget, aki 116 éves korában halálozott el 2013. június 12-én.
Ókava a bizonyítottan legidősebb japán volt, egyúttal a legidősebb ázsiai ember és az ötödik valaha élt legidősebb ember. Ő a harmincadik olyan személy, aki megérte a 115. születésnapját, a tizedik olyan személy, aki megérte 116. születésnapját és az ötödik, aki megérte 117. születésnapját.
Ő volt a legutolsó olyan japán, aki még az 1800-as években született.

## Élete
Ókava apjának negyedik lányaként született, Oszaka Tenma nevű kerületében. 2015 elején Oszaka Higasiszumijosiku elnevezésű városrészében élt egy idősek otthonban.
1919-ben Ókava Jukióhoz ment feleségül, és három gyermekük született (két leány, egy fiú), akik közül fia, Hirosi és egyik lánya, Sizujo még élnek. Férje 1931. június 20-án elhunyt. Négy unokája és hat ükunokája van. Ókava 110 éves koráig képes volt járni, amikor is kerekesszéket kezdett el használni, hogy így előzze meg az eleséseket. Kerekesszékét haláláig ő hajtotta.
2013. január 12-e után ő volt a legidősebb élő nő, miután Koto Okubo elhunyt.  Néhány nappal a 115. születésnapját megelőzően került be a Guinness Rekordok Könyvébe, mint a legidősebb élő nő a világon.
Saját bevallása szerint a szusi és a sok alvás révén élhetett ilyen hosszú életet.

## Fordítás
- Ez a szócikk részben vagy egészben  a   Misao Okawa című angol Wikipédia-szócikk ezen változatának fordításán alapul.  Az eredeti cikk szerkesztőit annak laptörténete sorolja fel. Ez a jelzés csupán a megfogalmazás eredetét és a szerzői jogokat jelzi, nem szolgál a cikkben szereplő információk forrásmegjelöléseként.